# Lipstick on your collar
Lipstick on your collar is een Britse komische, muzikale televisieserie uit 1993. Het was een van de laatste televisiespelen van scenarioschrijver Dennis Potter, die in 1994 overleed. Potter zelf beschouwde Lipstick On Your Collar, met liedjes uit de jaren 50, als de afsluiting van een drieluik waarin muziek een belangrijke rol speelt. Pennies from Heaven (1978, met liedjes uit de jaren 30) en The Singing Detective (met liedjes uit de jaren 40) gingen hieraan vooraf. Deels door zijn ziekte deed Dennis Potter deze keer niet zelf de regie van de serie. Channel 4-producent Michael Grade raadde hem dat sterk af. In plaats daarvan werd de regie gedaan door de debuterende regisseur Renny Rye, die veel lof oogstte om de manier waarop hij de dromen van Dennis Potter had omgezet in een feest voor het oog.

## Verhaal
Het verhaal speelt zich af in het Groot-Brittannië van 1956, aan de vooravond van grote sociale en politieke veranderingen: de Suezcrisis. Die crisis speelt op zichzelf geen grote rol in het verhaal, maar wel de romantische verwikkelingen van vier jonge mensen die rond die tijd opgroeien.
In een Londens kantoor op de vertaalafdeling van de Britse geheime dienst van het Ministerie van Oorlog zitten zeven militairen in burgerkleding achter hun bureau te werken. De jongste twee zijn de dienstplichtige soldaten Mick Hopper (gespeeld door Ewan McGregor) en Francis Francis (gespeeld door Giles Thomas). Het werk kan hen niet bekoren. Om zich onder werktijd te vermaken, amuseren ze zichzelf vooral met fantaseren, en creëren ze daarbij komische en muzikale dagdromen over hun collega’s die zingen en acteren. Onder de andere aanwezigen bevinden zich korporaal Pete Berry (gespeeld door Douglas Henshall), die duidelijk aan Francis en Hopper laat merken dat hij zich één treetje hoger op de militaire ladder bevindt, enkele onkreukbare maar arrogante hogere functionarissen en een Amerikaanse hooggeplaatste militair.
De stuntelige Francis Francis wordt in de eerste aflevering geïntroduceerd als een nieuwe rekruut die Russische taal- en letterkunde gestudeerd heeft, en naar Londen is gekomen om de in code overgeseinde marsorders van het Sovjetleger te gaan ontcijferen. Aan zijn accent is meteen te horen dat hij afkomstig is uit Wales, wat in die tijd toch als een soort "buitengebied" van Engeland werd beschouwd. Francis krijgt het van korporaal Berry meteen op de eerste dag al zwaar te verduren. Later die dag neemt Francis zijn intrek bij oom Fred (gespeeld door Bernard Hill) en tante Vickie (Maggie Steed), bij wie hij tijdens zijn verblijf in Londen op kamers zit. Francis is niet de enige inwonende: de bovenverdieping wordt verhuurd aan een jong echtpaar. Wanneer Francis kennismaakt met de vulgaire blonde stoot Sylvia, de vrouwelijke helft van het stel, raakt hij compleet van slag en hopeloos verliefd. Nog meer van slag raakt hij echter, wanneer hij verneemt dat de door hem gevreesde korporaal Berry de andere helft van het echtpaar vormt. Het paar heeft regelmatig enorme ruzie, maar maakt deze ruzies ook regelmatig goed door een flinke vrijpartij in de kamer boven die van Francis, wat door de dunne muurtjes allemaal iets te goed te volgen is. Eigenlijk wil Francis zijn grote liefde maar wát graag beschermen tegen de bruut waar ze mee getrouwd is, maar door zijn gestuntel lukt het hem niet om indruk op haar te maken, laat staan haar te helpen. Want na een paar woorden declameren uit de gedichten van Proust en Poesjkin krijgt hij er met haar handtas van langs.
Francis is niet de enige die verliefd is. Ook Mick Hopper voelt het kriebelen. Aanvankelijk is hij vooral verliefd op de beginnende rock-'n-roll die vanuit Amerika naar Engeland overwaait (in veel van zijn dagdromen in de serie speelt hij dan ook zelf de hoofdrol als zanger van het stuk) maar langzamerhand begint hij ook een oogje op een meisje te krijgen, en wel Lisa, het cultureel geïnteresseerde nichtje van zijn Amerikaanse superieur op het ministerie. Wanneer deze militair op een dag zomaar aan zijn ondergeschikte Mick vraagt of hij haar mee uit wil nemen naar het theater, omdat hij zelf verhinderd is, is Mick in de wolken. Het afspraakje valt gek genoeg enorm tegen: ze blijken geen enkele interesse gemeen te hebben.
Sylvia Berry daarentegen is niet verliefd. Ze zit vast in een huwelijk met een man van wie ze niet echt houdt, maar ze durft hem eigenlijk ook niet te verlaten. Ze houdt zich in het dagelijks leven bezig met haar werk als ouvreuse in een bioscoop, een baantje wat ze met een flinke dosis desinteresse weet uit te voeren, waar de gezette vijftiger Harold Atterbow het theaterorgel bespeelt. Ook hij is smoorverliefd op haar, en neemt haar regelmatig mee uit om (tegen betaling) haar een beetje te kunnen aflebberen, al is het dan met de kleren aan. De huwelijkse trouw vindt ze blijkbaar niet echt belangrijk, zolang het maar geld oplevert.
Het enige dat in het troosteloze jaren 50-klimaat nog troost kan bieden, is het wegdromen op de popmuziek van die tijd. Iets dat de hoofdpersonen dan ook regelmatig doen. Gelukkig loopt het verhaal voor de meeste hoofdpersonen uiteindelijk goed af: korporaal Berry wordt platgereden in een verkeersongeluk, en in de aanloop naar zijn begrafenis ontluikt er een romance tussen Mick Hopper en Sylvia Berry. Francis Francis, aanvankelijk geheel gedesillusioneerd dat niet hij, maar Míck er met zijn grote liefde vandoor is, maakt na de begrafenis kennis met Lisa, die net als hij een groot liefhebber van poëzie en Russische dichters blijkt te zijn, en ook tussen hén ontstaat een romance..

## Achtergrond
Potters verhaallijn van Lipstick on your Collar is deels autobiografisch te noemen. In een interview met het Algemeen Dagblad vertelde Giles Thomas dat hij als Francis Francis in de serie min of meer de rol speelde van hoe Potter in zijn jonge jaren wás, terwijl Mick Hopper de persoon was die Potter eigenlijk het liefst had willen zijn. Potter had Thomas ervan verzekerd dat niet álle gênante belevenissen van Francis Francis ook echt door Potter beleefd waren. Feit is wel dat ook Potter zelf uit Wales kwam, en ook híj vervulde in Londen zijn dienstplicht op een saai kantoor van het Ministerie van Oorlog terwijl hij logeerde bij zijn oom en tante. Meer over de gelijkenissen had Potter echter niet aan Thomas uit de doeken willen doen.
Hoewel er in de serie regelmatig een naakte dame in de fantasie van de hoofdpersonen optreedt, en ook deze serie niet vrij is van seks en geweld, wordt deze romantische komedie beschouwd als een van Potters meer conventionele stukken. Dit in tegenstelling tot zijn voorganger Blackeyes uit 1989, die in Groot-Brittannië het nodige stof deed opwaaien. Men verweet Potter naar aanleiding van deze film, een verhandeling over de seksuele exploitatie van een fotomodel, dat hij voyeuristisch was en zijn hoofdrolspeelster uitbuitte. Het had hem de bijnaam "Dirty Den" opgeleverd. Om de zinnen te verzetten had hij besloten om met Lipstick on your Collar gewoon een romantische komedie te maken, in de stijl van zijn eerdere films Pennies from Heaven en The Singing Detective. Desondanks kreeg ook deze serie het in de Britse pers te verduren. De muziek zou niet relevant zijn, de scènes op het Ministerie van Oorlog waren te lang en te saai en er werd onnodig 'huiselijk geweld' getoond.
De historische achtergrond speelt in de serie geen hoofdrol, maar wordt heel subtiel in het verhaal verweven via beeldflarden en uiteenlopende (politiek-militaire) standpunten op kantoor die vervolgens terugkomen in de toepasselijke keuze voor de muziek in de dagdromen. Zo wordt bijvoorbeeld het nummer "Blue suede shoes" heel toepasselijk gebruikt. Hopper heeft weer eens een van zijn vele dagdromen en plotseling zien we de Britse minister-president "You can do anything, but don't step on my blue suede shoes" zingen. En dat was natuurlijk precies wat Engeland destijds zei tegen Egypte. Zijdelingse thema's in de serie omvatten onder meer de invloed van de Amerikaanse rock-'n-roll op de Engelse maatschappij, het werk van de Russische toneelschrijver Anton Tsjechov, en de waardering voor theaterorgels.
De serie bestaat uit zes afleveringen van elk 55 minuten, en werd oorspronkelijk geproduceerd voor de commerciële Britse omroep Channel 4. In het najaar van 1993 was de serie in Berlijn te zien voor de Prix Europe, waar Rob van der Linden hem onder ogen kreeg, toenmalig programmaleider van de Humanistische Omroep. Hij dacht onmiddellijk “Die moeten we hebben!”, zei hij later in een interview met NRC Handelsblad. Hoewel ook de NOS en de VPRO op de aankoop aasden, kreeg de HOS de serie uiteindelijk in handen. Door de geringe zendtijd van deze omroep, 26 uur per jaar, zag de omroep zich tot haar eigen spijt echter wel genoodzaakt om te knippen in de aftitelingsmuziek van de serie. De serie was verder onder meer nog te zien bij de Duitse publieke omroep, en in Frankrijk verscheen de serie in 1996 onder de titel Du rouge à lèvres sur ton col op de documentairezender Arte.
Lipstick on your Collar werd in 1994 genomineerd voor twee BAFTA-prijzen, in de categorie "beste make-up" en "beste muziek".

## Muziek uit de serie
Muziek uit de serie omvat onder meer:
- "Lipstick on your collar" door Connie Francis (titelmuziek - intro)
- "The Man with the Golden Arm" door The Billy May Orchestra (titelmuziek - slot)
- "The Great Pretender," "Only You (And You Alone)" en "My Prayer" door The Platters
- "Earth Angel" en "Sh-Boom (Life Could Be a Dream)" door The Crewcuts
- "Little Bitty Pretty One" door Thurston Harris
- "Garden of Eden" & "Green Door" door Frankie Vaughan
- "Blueberry Hill" & "I'm in Love Again" door Fats Domino
- "Don't Be Cruel" door Elvis Presley
- "The Story of My Life" door Michael Holliday
- "It's Almost Tomorrow" door The Dream Weavers
- "You're Cheatin' Heart" door Hank Williams
- "In a Persian Market Place" door Nigel Ogden
- "Blue Suede Shoes" door Carl Perkins
- "Raining in My Heart" door Buddy Holly
- "Be-Bop-a-Lula" door Gene Vincent
- "By a Sleepy Lagoon" door William Thorp & Mike Houghton
- "Jealousy" door William Thorp, Mike Houghton en Jack Emblow
- "Unchained Melody" door Les Baxter
- "Try a Little Tenderness" & "So Tired"
- "I'm Beginning to See the Light" gecomponeerd door Duke Ellington & Harry James
- "Young Love" door Sonny James
- "The Fool" door Sanford Clark
- "Band of Gold" door Don Cherry
- "Sanctuary of the Heart" door Nigel Ogden
- "Robin Hood TV Theme" door Garry Miller
- "Heartbreak Hotel"
- "It'll Be Me" performed by Jerry Lee Lewis
- "Love Is Strange" performed by Mickey & Sylvia
- "Lotta Lovin'" door Gene Vincent
- "Lay Down Your Arms" door Ann Shelton.

## Vergelijkbare films
- Romance & Cigarettes van John Turturro
- On connaît la chanson van Alain Resnais
- Tijd van leven door André van Duren

## Trivia
- De serie betekende de eerste grote rol voor acteur Ewan McGregor.
- Giles Thomas en Ewan McGregor werden tijdens de opnamen voor Lipstick on your collar elke morgen van huis opgehaald in een Jaguar (één voor ieder van hen). Na afloop van de opnames werden ze 's avonds weer keurig per Jaguar voor de deur van hun huis afgezet[5].
- De titel van de serie is een anachronisme: Terwijl de serie zich afspeelt in 1956, werd de titelmuziek "Lipstick on your Collar" van Connie Francis pas in 1959 uitgebracht.
- Bij wijze van uitzondering zond de Duitse publieke omroep de serie niet alleen uit in een nagesynchroniseerde versie, maar ook in de originele taal met ondertiteling.